# 파프리카 스텐
키르스티네 "파프리카" 스텐(덴마크어: Kirstine "Paprika" Steen, 1964년 11월 3일 ~ )은 덴마크의 배우, 영화 감독이다.

## 출연 작품
- 도미노 (2019)
- 댓 타임 오브 이어스 (2018)
- 11번째 (2017)
- 앤트보이: 최후의 대결 (2016)
- 사일런트 하트 (2014)
- 다시, 뜨겁게 사랑하라! (2012)
- 라잇 온 미 (2012)
- 수퍼클라시코 (2011)
- 다 괜찮을 거야 (2010)
- 해골을 청소해 드립니다 (2010)
- 어프로즈 (2009)
- 피어 미 낫 (2008)
- 에릭 니체의 젊은 시절 (2007)
- 선생님은 외계인 (2007)
- 당신을 허락을 얻어 (2007)
- 아담스 애플 (2005)
- 로라 (2004)
- 그날 이후 (2004)
- 렘브란트 (2003)
- 오케이 (2002)
- 오픈 하트 (2002)
- 곰이 되고 싶어요 (2002)
- 어머! 물고기가 됐어요 (2000)
- 어둠 속의 댄서 (2000)
- 미후네 (1999)
- 백치들 (1998)
- 셀레브레이션 (1998)
- 어메이징 스토리 (1985)